# Hearts of Iron III
Hearts of Iron III (tạm dịch: Trái tim sắt đá 3) là phần thứ ba của loạt trò chơi máy tính thuộc thể loại wargame đại chiến lược thời gian thực Hearts of Iron lấy bối cảnh trước và sau cuộc chiến tranh thế giới thứ hai trong khoảng thời gian 1936-1948 do hãng Paradox Interactive đồng phát triển và phát hành vào ngày 7 tháng 8 năm 2009. Phiên bản Mac OS X được hãng Virtual Programming phát hành vào ngày 4 tháng 12 năm 2009.

## Cách chơi

### Tổng quan
Những năm từ 1936 đến 1948 là khoảng thời gian đen tối nhất trong lịch sử nhân loại, với những mâu thuẫn âm ỉ giữa các quốc gia, và lên đến đỉnh cao trong cuộc đại chiến thế giới lần 2 kéo dài từ năm 1939 đến 1945. Hearts of Iron III sẽ đưa người chơi vào trong vòng xoáy chiến tranh này, trong vai trò là người lãnh đạo một quốc gia để đè bẹp mọi đối thủ và tiến đến đỉnh cao quyền lực. Trong loạt game Hearts of Iron, người chơi sẽ điều khiển một quốc gia trong Thế chiến II để chống lại kẻ thù, thống trị thế giới hoặc đem lại hòa bình cho thế giới. Người chơi sẽ được lựa chọn hàng trăm quốc gia lớn nhỏ vào thời kì WW2, bao gồm các nước Đồng minh như Anh, Pháp, Mỹ, Liên Xô hay các nước Phát xít Đức, Ý, Nhật hay thậm chí các nước nhỏ như Liberia, Costa Rica, Cuba... để điều khiển và tham gia chiến tranh thế giới thứ 2. Người chơi sẽ được quản lý gần như mọi mặt của quốc gia đó trong chiến tranh như sản xuất, điều khiển quân đội, tàu chiến, máy bay, quản lý kinh tế, đối ngoại, thương mại, tình báo, chính trị, nghiên cứu khoa học. Ngoài ra người chơi còn được tham gia vào quyết định những sự kiện lịch sử trong thế chiến hoặc là làm thay đổi vận mệnh của thế giới hoặc là chỉ chơi để khám phá một cái nhìn khác về chiến tranh từ góc nhìn của người lãnh đạo một quốc gia.

### Quốc gia
Trò chơi xoay quanh ba thế lực: Phe Trục (dẫn đầu bởi Đức Quốc xã), Đồng Minh (dẫn đầu bởi Vương quốc Anh), và Quốc tế Cộng sản (dẫn đầu bởi Liên Xô). Tất cả các quốc gia khác có thể dần dần đứng chung hàng ngũ với một trong các phe phái. Quốc gia có nhiều khả năng đứng về phe nào có những ý thức hệ tương tự. Có khoảng 150 quốc gia để người chơi chọn lựa tham gia vào cuộc chiến, với những góc nhìn và toan tính khác nhau. Như các phiên bản trước, người chơi có thể tham gia vào một trong những quốc gia chính thuộc phe Phát xít hay Đồng minh. Ngoài ra, người chơi cũng có thể chọn trở thành một nhà lãnh đạo của cá quốc gia nhỏ hơn.
Mỗi phe phái, mỗi quốc gia đều có những thế mạnh riêng nhưng game vẫn tạo được sự cân bằng. Dễ thấy nhất là phe Phát xít có lợi thế là xây dựng quân đội rất nhanh, dễ dàng tấn công chớp nhoáng mọi đối thủ, còn phe Đồng minh lại có khoa học kỹ thuật tiến bộ nên vũ khí rất mạnh và hiện đại. Điều người chơi muốn là xây dựng một quốc gia thật hùng mạnh để chinh phục mọi vùng đất, nhưng đó lại là nhiệm vụ khó mà thực hiện được. Do mỗi quốc gia đều có thực lực nhất định, chỉ cần hoàn thành mục tiêu với thực lực có hạn thì người chơi đã thành công.

### Giao diện
Giao diện chính của game là bản đồ thế giới, mọi hoạt động đều diễn ra trên bản đồ thế giới, gồm khoảng 10.000 vùng đất - gấp 5 lần so với Hearts of Iron II. Từ góc nhìn từ trên cao, trò chơi hệt như một sa bàn chiến thuật với những biểu trưng quân sự theo quy chuẩn của nhà binh. Với cách bố trí này, người chơi có thể dễ dàng quan sát và điều động trên phạm vi chiến trường rộng lớn, hệt như dòng game European Theatre của TalonSoft. Khi phóng to bản đồ lên, người chơi sẽ quay trở lại giao diện quen thuộc của các phiên bản trước, với các quân đoàn được 3D hóa thay cho những mô hình 2D vẽ sẵn của dòng game trước đây. Bề mặt của bản đồ cũng ở trong tình trạng tương tự. Những lớp thể hiện các yếu tố địa hình, khuynh hướng chính trị, quốc gia… cũng được vẽ lại với độ chi tiết cao hơn cho một bản đồ rộng lớn hơn.

### Chính trị
Hệ thống chính trị trong và ngoài nước cũng có vài thay đổi. Không đơn giản chỉ là thay đổi một vài nhân sự trong bộ máy cầm quyền, hay bỏ một ít điểm ngoại giao để chiêu dụ các quốc gia trung lập. Thay vào đó thì giờ đây yếu tố đảng phái cầm quyền mang lại những ảnh hưởng không nhỏ đến năng lực sản xuất, lực lượng quân trù bị cũng như khả năng chiến đấu của quân đội… Do đó, cách duy nhất thay đổi chính sách đối nội chính là thay đổi đảng phái cầm quyền. Không những thế, người chơi còn có thể lôi kéo, thay đổi khuynh hướng đối ngoại của những quốc gia khác thông qua việc tác động thay đổi đảng cầm quyền của quốc gia đó bằng gián điệp.
Đây cũng là nét mới trong dòng game khi cho phép người chơi sử dụng tình báo như một công cụ chính trị khá hữu hiệu. Gián điệp có thể giúp người chơi thu thập tin tức, phá hoại nền chính trị, lôi kéo quốc gia khác hay chống lại những cuộc tấn công giáp điệp từ đối phương. Chính vì thế, khi so sánh với các phiên bản trước, người chơi có nhiều lựa chọn hơn trong việc tiến hành các quyết sách đối ngoại với các quốc gia khác.

### Tài nguyên
Tài nguyên trong game bao gồm: năng lượng, kim loại, vật liệu quý hiếm, và dầu. Ba loại đầu tiên cần thiết cho sản xuất công nghiệp, trong khi dầu được chuyển đổi thành nhiên liệu cho xe, máy bay và tàu thuyền hoạt động. Phạm vi tổ chức quân sự trải dài từ lữ đoàn cho đến toàn bộ hoạt động trên chiến trường. Các loại tài nguyên thông thường có thể giao dịch được với các nước khác, tuy chúng rất dễ bị quân đối phương đánh phá nếu các tuyến đường đến các nước khác bị chiếm đóng. Người chơi còn có thể thực hiện giao thương với bất kỳ nước nào khác, ngay cả những nước có quan hệ ngoại giao xấu dù các quốc gia đồng minh sẵn sàng chấp nhận đề nghị thương mại thuận lợi hơn. Riêng ba loại tài nguyên còn lại không được phép giao dịch là nhân lực, IC và TC.

### Công nghệ
Việc nghiên cứu khoa học kỹ thuật là yếu tố rất quan trọng vì nó sẽ giúp giúp quốc gia phát triển mạnh trong tương lai và quân đội được tăng cường thực lực lên rất nhiều. Mỗi công nghệ đều có thời điểm xuất hiện nên người chơi không thể tạo ra vũ khí dựa theo công nghệ đó trước khi công nghệ đó được phát minh. Có nhiều cấp độ nâng cấp công nghệ và người chơi phải phát triển chúng một cách tuần tự. Việc nghiên cứu là một quá trình lâu dài, không thể đốt cháy giai đoạn. Để tiết kiệm tài nguyên, thời gian và công sức, người chơi nên tập trung vào những ngành chính tác động đến sức mạnh của quốc gia. Và khi đã phát minh ra một công nghệ mới, cần áp dụng ngay vào thực tế nếu không muốn công nghệ đó trở nên lạc hậu và mất đi. Game có khá nhiều lĩnh vực mà người chơi phải để mắt đến, nhưng nếu bị quá tải hay muốn tập trung vào một lĩnh vực nào đó người chơi có thể giao cho máy tự động lo liệu.

### Quân sự
Để quốc gia có uy thế, người chơi cần có một hệ thống quân đội thật vững mạnh. Điều đầu tiên là phải xây dựng các binh chủng như không quân, hải quân và bộ binh rồi sau đó tiến hành nâng cấp nhiều lĩnh vực khác nhau như tầm bắn, sức mạnh hoặc chế tạo vũ khí mới. Game cho người chơi ba lựa chọn về cách đánh là: tấn công chớp nhoáng, đánh nhử hay là tấn công bình thường. Mỗi loại tấn công có ưu điểm riêng và nếu áp dụng phù hợp cho từng hoàn cảnh cụ thể thì đội quân của người chơi sẽ trở nên rất lợi hại. Tuy chỉ có ba cách đánh cơ bản nhưng người chơi vẫn có thể kết hợp nhuần nhuyễn các lối đánh để tạo ra cách đánh cho riêng mình.
Vấn đề chỉ huy chiến trận cũng là vấn đề hết sức phức tạp. Vì vậy, người chơi có thể đưa ra mục tiêu muốn đánh chiếm cho tổng tư lệnh quân đội, sau đó tổng tư lệnh quân đội sẽ tự điều động các binh chủng thực hiện nhiệm vụ. Các tổng tư lệnh do máy điều khiển đều tỏ ra xuất sắc trong việc ra quyết định giúp người chơi đạt được mục đích. Thậm chí đại bản doanh còn có thể ra các mệnh lệnh tới các nhà máy để bổ sung vật phẩm cho quân đội. Tuy nhiên, chỉ với sức mạnh về quân sự thì không thể giúp người chơi đạt mọi mục tiêu. Người chơi phải tận dụng tài ngoại giao của mình để tìm được những đồng minh thích hợp, vì chỉ có sức mạnh tập thể mới làm nên chiến thắng cuối cùng. Các quốc gia hay lãnh thổ nào đã liên minh sẽ tự động hỗ trợ chiến đấu mà người chơi không cần phải phát tín hiệu cầu viện quân.
Ngoài ra người chơi cần chú trọng phát triển công nghiệp, đó là nền tảng giúp quốc gia thực sự vững mạnh. Công nghiệp phát triển, lượng hàng hóa dồi dào vừa đáp ứng được nhu cầu trong nước, vừa có thể xuất khẩu nếu dư dả. Điều cần lưu ý là phải có sự cân bằng trong việc cung cấp hàng hóa cho quân đội và người dân. Nếu quá ưu tiên cho quân đội thì người dân sẽ bất mãn, họ tiến hành đình công thì các nhà máy không thể sản xuất hàng hóa được nữa. Còn nếu quá chăm lo vào đời sống của người dân mà bỏ lơ quân đội thì tất nhiên lực chiến đấu của quốc gia sẽ bị suy yếu dần.

## Phát triển
Đoạn trailer đầu tiên từ Hội nghị Game ở Leipzig, Đức cho thấy những tính năng mới mẻ chẳng hạn như đồ họa 3D.
Paradox còn phát hành một loạt nhật ký phát triển và các đoạn phim trưng bày về game.
Mặc dù hài lòng với mục tiêu của Hearts of Iron II, trưởng nhóm thiết kế Johan Andersson vẫn muốn cải thiện tất cả các mặt của game lên, bắt đầu lại với một engine mới. Trí tuệ nhân tạo của trò chơi (AI) đã được thiết kế để có thể đạt được chiến lược mục tiêu và kiểm soát lực lượng giao cho nó, bao gồm hoạt động chiến trường. AI cũng có thể ghi nhớ và so sánh khả năng chiến lược cũng như tình huống thay đổi. Việc chuyển sang đồ họa 3D giúp cải thiện các mặt khác, như Andersson giải thích:

"3D có nghĩa là chúng ta có thể làm một dạng khác của kiến trúc mà chúng tôi có thể hỗ trợ độ phân giải màn hình nhiều hơn và phát triển bản đồ của chúng tôi một cách nhanh hơn. Lợi thế lớn nhất từ công nghệ 3D là thông qua khả năng giảm tải cho GPU. Với sự tiến bộ của máy tính trong suốt thập kỷ vừa qua đã cho chúng ta những lợi ích lớn nhất trong việc phát triển khi nói đến lối chơi và AI".

Paradox đã có một tầm nhìn cho kiểu mẫu bản đồ, người chơi sẽ dành phần lớn thời gian của họ nhìn vào nó: "…để tạo ra một bản đồ mà cảm thấy giống như một bản đồ Thế chiến II, như nó có thể là một bản đồ mà.. một viên chỉ huy trong chiến tranh sẽ thấy được chính mình". Nội dung của bản đồ cũng được thay đổi; số tỉnh tăng hơn 15.000 so với 2.600 trong Hearts of Iron II. Những sư đoàn tùy biến có mặt lần đầu tiên của dòng game, mỗi sư đoàn gồm từ 2-5 lữ đoàn, mỗi lữ đoàn sẽ gia tăng sức mạnh chiến đấu và chi phí của sư đoàn.

## Mở rộng
Ngày 6 tháng 6 năm 2010, Paradox chính thức phát hành bản mở rộng với tên gọi Hearts of Iron III: Semper Fi chỉ cho phép tải về chơi.
Phiên bản mở rộng Semper Fi cho Mac OS X được Virtual Programming chuyển thể vào ngày 23 tháng 7 năm 2010.
Bản mở rộng thứ hai mang tên Hearts of Iron III: For the Motherland được công bố vào ngày 27 tháng 1 năm 2011 và phát hành vào ngày 28 tháng 6 năm 2011.
Phiên bản mở rộng Hearts of Iron III: For the Motherland cho Mac OS X được Virtual Programming chuyển thể vào ngày 28 tháng 9 năm 2011.
Ngày 22 tháng 11 năm 2011, Paradox Interactive phát hành Hearts of Iron III Collection, bao gồm cả bản mở rộng cho Hearts Of Iron III và tất cả các gói nội dung tải về được phát hành trước đó.
Phiên bản mở rộng thứ ba có tên Their Finest Hour đã phát hành vào ngày 26 tháng 9 năm 2012.

## Đón nhận
Hearts of Iron III ban đầu nhận được nhiều đánh giá trái ngược nhau do vì trò chơi được phát hành với một lượng lỗi lớn trong bản phát hành ban đầu. Sau khi một số bản vá lỗi loại bỏ được nhiều lỗi, các lời phê bình được cải thiện và trò chơi nhận được đánh giá tích cực nói chung. Vào tháng 12 năm 2009, game nhận được sự kết hợp điểm trung bình 77 trên Metacritic" và 79% trên Gamerankings".
Gamepro đã viết: "có lẽ là vấn đề tồi tệ nhất là giao diện chính nó, hoặc cụ thể hơn, lượng thông tin phản hồi dành cho người chơi. Trái ngược với hệ thống cũ, không có cách nào ngay lập tức để đánh giá bạn có bao nhiêu sư đoàn trong mỗi tỉnh, và cũng không có giá trị quan trọng như tổ chức đơn vị hoặc giá trị chiến đấu".
Mặt khác, trò chơi được ca ngợi như "phù hợp cho những người rành chiến thuật giàu kinh nghiệm và những tay chơi wargamer với rất nhiều kiên nhẫn, nhưng trò chơi lại dễ tiếp cận hơn so với người tiền nhiệm của nó và là bước nhảy vọt lớn cho những người chơi mới muốn dấn thân vào một pho sử thi đại chiến lược".